# 底庙镇
底庙镇，是中华人民共和国陕西省咸陽市旬邑县下辖的一个乡镇级行政单位。

## 行政区划
底庙镇下辖以下地区：
底庙村、郭村、产场村、麻院村、余家庄村、前村、东牛家坡村、西牛家坡村、房家村、咀头村、店子河村和刘家店西村。